# African Westside
African Westside – mixtape Akona wydany 13 grudnia 2006 roku.

## Lista utworów
| #  | Tytuł                  | Producent                            | Wykonawca                            | Czas | Kompozytor             |
| -- | ---------------------- | ------------------------------------ | ------------------------------------ | ---- | ---------------------- |
| 1  | "Africa"               | Akon                                 | Akon                                 | 3:00 | Thiam                  |
| 2  | "Gun Shot"             | Akon                                 | Akon                                 | 2:28 | Thiam                  |
| 3  | "Don't Let Up"         | Akon                                 | Akon                                 | 3:43 | Thiam                  |
| 4  | "Presidential"         | Akon                                 | Akon, Yoongbloodz                    | 3:47 | Thiam                  |
| 5  | "So Fly"               | Akon                                 | Akon, Blews                          | 3:44 | Thiam                  |
| 6  | "Back Again"           | Akon                                 | Akon, Kai                            | 3:49 | Thiam                  |
| 7  | "Never Gona Get"       | Akon                                 | Akon, Sean Biggs                     | 2:47 | Thiam                  |
| 8  | "Get Way"              | Akon                                 | Akon                                 | 2:46 | Thiam                  |
| 9  | "Kill The Bounce"      | Akon                                 | Akon, Kardinal                       | 2:36 | Thiam                  |
| 10 | "Ooh Baby"             | Akon                                 | Akon, Play N Skillz                  | 2:39 | Thiam                  |
| 11 | "U Got Me"             | Akon, T-Pain                         | Akon, T-Pain                         | 3:35 | Thiam, Faheem Najm     |
| 12 | "You Don't Want It"    | Akon                                 | Akon                                 | 2:56 | Thiam                  |
| 13 | "Husler Story"         | Akon                                 | Akon, Scarface, Big Cee              | 2:51 | Thiam                  |
| 14 | "Can You Believe It"   | Akon                                 | Akon, Styles P                       | 3:41 | Thiam                  |
| 15 | "Gun In Hand"          | Akon                                 | Akon, Booba                          | 3:55 | Thiam                  |
| 16 | "In Yours Eyes"        | Akon                                 | Akon                                 | 3:56 | Thiam                  |
| 17 | "Ghetto Rmx"           | Akon, Notorious B.I.G., Tupac Shakur | Akon, Notorious B.I.G., Tupac Shakur | 4:27 | Thiam, Wallace, Shakur |
| 18 | "Wath Your Movements"  | Akon, 50 Cent, Young Buck            | Akon, 50 Cent, Young Buck            | 3:11 | Thiam, Jackson, Brown  |
| 19 | "I Want"               | Akon                                 | Akon, Oxmo Puccino                   | 3:16 | Thiam                  |
| 20 | "Ur Not The Same"      | Akon, T-Pain                         | Akon, T-Pain                         | 4:17 | Thiam, Faheem Najm     |
| 21 | "Lonely (Bad Remix)"   | Akon                                 | Akon                                 | 2:11 | Thiam                  |
| 22 | "Soul Survivor"        | Akon, Lil Wayne                      | Akon, Lil Wayne                      | 3:59 | Thiam, Carter          |
| 23 | "Gun Session Survivor" | Akon                                 | Akon, Sizzla, Vibes Cartel           | 4:34 | Thiam                  |